# ماتئوش کوالچیک
 ماتئوش کوالچیک (انگلیسی: Mateusz Kowalczyk؛ زادهٔ ۳ مهٔ ۱۹۸۷) یک تنیس‌باز اهل لهستان است.